# OpenZFS

Logomarca

O OpenZFS é uma plataforma de armazenamento de código aberto que engloba a funcionalidade de sistemas de arquivos tradicionais e gerenciador de volume. 
Inclui proteção contra corrupção de dados, suporte para alta capacidade de armazenamento, compactação de dados eficiente, snapshots e clones de cópia na gravação, verificação de integridade contínua e reparo automático, criptografia, replicação remota com envio e recebimento de ZFS e RAID-Z. 
O projeto de mesmo nome OpenZFS reúne desenvolvedores das plataformas illumos, Linux, FreeBSD e macOS, e uma ampla gama de empresas por meio do OpenZFS Developer Summit.